# Осмяловська Катерина Олександрівна
Катери́на Олекса́ндрівна Осмяло́вська (нар. 13(26 листопада) 1904, Полтава, Україна — пом. 16 листопада 1997, Київ, Україна)  — українська актриса. Народна артистка Української РСР (1951).

## Життєпис
З 14 років займалася на театральних курсах.
У 1921 р. закінчила Державний музично-драматичний інститут імені М. В. Лисенка (курс Олександра Загарова).
13 жовтня 1920 року її зарахували до трупи Державного драматичного театру ім. Т. Шевченка.В театрі вона познайомилася з майбутнім чоловіком актором Лесем (Олександром) Липківським.
Після гастролей в 1923 р. театра ім. І. Франка на Донбасі театр організував там свою постійну філію під загальним художнім керівництвом Гната Юри, до складу якої входили О. Юрський, К. Осмяловська та художник М. Драк. Липківський та Осмяловська стали акторами «Дондерждрами». Театр охоплював своєю діяльністю Донецьк, Луганськ, Маріуполь. 
У 1926–1929 рр. акторське подружжя працювало у Одеському державному драматичному театрі. В Одеській «Держдрамі» Осмяловська зіграла багато різноманітних ролей, найбільший успіх мала Есмеральда.
В 1930 р. Осмяловська та Липківський переїхали до Києва і почали працювати в Київському українському драматичному театрі ім. І. Франка. Найбільш резонансними були її ролі Софії у «Безталанній» І. Карпенка-Карого, Оксани у «Доки сонце зійде.. .» М. Кропивницького, Одарка у «Дай серцю волю…» М. Кропивницького, Анна із "Украдене щастя " І. Франка, ролі із комедій В. Шекспіра.
В 1963 р. «з метою омолодження» театру звільнили майже всіх провідних досвідчених акторів старшого віку, в їх числі й Осмяловську.
Знімалась у кіно («Перекоп» (1930), «Прометей» (1936), «Наталка Полтавка» (1936), «Нескорені» (1945)).

## Родина
- Батько — Олександр Матвійович Осмяловський, член аматорського театрального об'єднання «Полтавський український музично-драматичний гурток», актор і режисер[4][5]
- Мати — Клавдія Муромцева.[3]
- Чоловік — Лесь Липківський — український актор, син українського релігійного діяча та церковного реформатора Митрополита Василя[6][7]
- Син — Костянтин Олександрович Липківський (нар. в листопаді 1936 р.) — вчений, доктор технічних наук, професор, співробітник Інституту електродинаміки НАН України.[3]
- Онука — Ганна Липківська (1967 — 2021) — українська театрознавиця, кандидатка мистецтвознавства, доцент

Пішла з життя 16 листопада 1997 року у Києві. Похована разом з чоловіком на Байковому кладовищі.

## Ролі в театрі
- Леся («Фея гіркого мигдалю» І. Кочерги)
- Ліна («Рожеве павутиння» Я. Мамонтова)
- Іва («Яблуневий полон» І. Дніпровського)
- Есмеральда («Собор Паризької богоматері» В. Гюго)
- Юлія Булатович («Кадри» І. Микитенка)
- Ліда («Платон Кречет» О. Корнійчука)
- Маша («Дівчата нашої країни» І. Микитенка)
- Наташа («Чудесний сплав»)
- Вірочка («Останні» М. Горького)
- Марія Антонівна («Ревізор» М. Гоголя)
- Софія («Безталанна» І. Карпенка-Карого)
- Геро («Багато галасу даремно»)
- Віола («Дванадцята ніч»)
- Маруся Барильченко («Житейське море» І. Карпенка-Карого)
- Анна («Украдене щастя» І. Франка)

## Фільмографія
- 1930 — «Перекоп»
- 1936 — «Прометей»
- 1936 — «Наталка Полтавка» — Наталка
- 1945 — «Нескорені» — Валя
- 1945 — «Українські мелодії» — Соломія

## Нагороди та визнання
- 1940 — Заслужена артистка Української РСР
- Заслужена артистка Узбецької РСР
- 1951 — Народна артистка Української РСР